# Коктебельський десант
Коктебельський десант — малий тактичний десант, котрий був висаджений в Коктебелі 29 грудня 1941 року, до його складу входило близько 30 червоноармійців. Десант протримався кілька годин та поставлене завдання виконав.

## Перебіг операції
25 грудня 1941 року розпочалася Керченсько-Феодосійська десантна операція з метою допомогти силам в Севастополі та по можливості їх розблокувати. 26 грудня здійснюються тактичні десанти на Азовському узбережжі, вранці 29-го — у Феодосії; дещо раніше, о пів на 4-ту ранку з підводного човна Д-5 «Спартаківець» з Новоросійська — в Коктебелі, рівночасно з ним планувалася висадка в Сариголі, проте вона була скасована через відсутність засобів для транспортування.
Метою десанту в Коктебелі був відволікаючий маневр — зв'язати боєм коктебельський гарнізон, щоб його сили не рушили на допомогу німецьким та румунським частинам до Феодосії. Висадка відбувалася при штормовому вітрі та 19 нижче мінуса, на надувних човнах, 1 моряк потонув. Десантники були виявлені ще при наближенні до берега, їх почали обстрілювати з кулеметів та мінометів, після висадження розділилися на 2 загони — перший рухався в Коктебель, другий берегом відходив в комиші на заболоченій ділянці до другого краю населеного пункту — до мису Юнге. Бій скінчився близько 7-ї ранку, в тому часі, коли крейсер «Червоний Кавказ» пришвартувався в порту Феодосії; німецький гарнізон Коктебеля, остерігаючись ще одного десанту, зайняв оборону та активних дій не здійснював — що й було завданням десантників.
Згідно різних даних, висадився 21 боєць, а 8 не змогли здійснити десантування, та на підводному човні відпливли в Поті.
При відході в гори залишки десантного загону були обстріляні з артилерії.
1 січня 1942 радянські війська в ході наступу дійшли до Коктебеля, де до них приєдналися 10 десантників, що лишилися в живих — всі поранені.

## Вшанування пам'яті
1975 року в Коктебелі відкрито пам'ятник на вшанування десантників.
9 травня 2013 року на Пагорбі Слави відбулося врочисте перезахоронення знайдених останків невідомого учасника Коктебельського десанту.